# Kingsley Michael
Kingsley Dogo Michael (* 26. August 1999 in Owerri) ist ein nigerianischer Fußballspieler.

## Karriere

### Verein
Michael begann seine Karriere beim Abuja FC. Zur Saison 2017/18 wechselte er nach seinem 18. Geburtstag nach Italien in die Jugend des FC Bologna. Im April 2018 stand er auch erstmals im Profikader, kam allerdings noch nicht zum Einsatz. Im August 2018 wurde er an den Zweitligisten AC Perugia Calcio verliehen. Für Perugia kam er in der Saison 2018/19 zu 25 Einsätzen in der Serie B. Zur Saison 2019/20 kehrte der Mittelfeldspieler nach Bologna zurück, wo er im August 2019 in der Serie A debütierte. Dies sollte allerdings sein einziger Einsatz bleiben, ehe Michael im September 2019 ein zweites Mal in die Serie B verliehen wurde, diesmal an die US Cremonese. Für diese spielte er bis Saisonende zehnmal.
Zur Saison 2020/21 kehrte er abermals nach Bologna zurück, wo er in einem halben Jahr aber nur zu einem Einsatz im Cup kam. Im Februar 2021 folgte seine dritte Leihe in die Serie B, diesmal zu Reggina 1914. Für Reggina spielte er aber nur dreimal in der zweithöchsten italienischen Spielklasse. Zur Saison 2021/22 kehrte Michael abermals nach Bologna zurück. In jener Spielzeit kam er verletzungsbedingt aber nur zweimal in der Serie A zum Einsatz. Im August 2022 wurde er ein viertes Mal verliehen, diesmal an den österreichischen Bundesligisten SV Ried. Für Ried kam er insgesamt zu 13 Einsätzen in der Bundesliga. Ende April 2023 wurde der Leihvertrag allerdings vorzeitig aufgelöst.
Im September 2023 verließ Michael Bologna dann endgültig und wechselte zum österreichischen Zweitligisten DSV Leoben. Für Leoben kam er zu 16 Einsätzen in der 2. Liga. Nachdem Leoben nach der Saison 2023/24 die Zweitligazulassung entzogen worden war, verließ er den Verein wieder.

### Nationalmannschaft
Michael nahm 2015 mit der nigerianischen U-17-Auswahl am Afrika-Cup teil, den er mit Nigeria als Vierter beendete. Durch dieses Endergebnis qualifizierten sich die Nigerianer auch für die WM im Herbst desselben Jahres, für die Michael wieder nominiert wurde. Mit den Afrikanern wurde er Weltmeister, während des Turniers kam er in fünf der sieben Spiele zum Einsatz. 2019 nahm er mit der U-20-Auswahl an der WM teil. Mit den Nigerianern scheiterte er im Achtelfinale, Michael absolvierte alle vier Partien für sein Land.
Im September 2021 debütierte er in der WM-Qualifikation gegen Kap Verde für die A-Nationalmannschaft Nigerias.